# Conselho da Fazenda
Conselho da Fazenda, criado em 20 de novembro de 1591 por Filipe II de Portugal, tinha como função a centralização da administração dos rendimentos da Fazenda Real Portuguesa, e que converteu num único os três tribunais do Reino de Portugal, Índia  portuguesa, África portuguesa e Contos, que então funcionavam separadamente. Na sua fundação presidiu o mesmo critério unificador que usara em Espanha, isto é, retirara ao Conselho Real e Supremo das Índias a administração dos rendimentos dos domínios espanhóis nas Américas.
Este monarca reformou os vedores da Fazenda e criou um tribunal novo para centralizar todos os assuntos da Fazenda, à frente do qual colocou pessoas da sua confiança, com o intuito de não poderem alegar privilégios de legislação antiga.
Este passou a ser o órgão máximo que controlava o tráfico comercial e das armadas; recolhia os capitais resultantes da exploração das riquezas ultramarinas e custeava as despesas da navegação e da guerra.
Era dirigido por um vedor da Fazenda, que seria o presidente, quatro conselheiros e quatro escrivães, cada um dos quais com uma repartição distinta. O expediente encontrava-se distribuído por quatro repartições, sendo a primeira a do Reino e do Assentamento, a segunda a da Índia, Mina, Guiné, Brasil, ilhas de São Tomé e Cabo Verde, a terceira a das ilhas dos Açores e Madeira e dos Mestrados das Ordens Militares e a quarta a de África, Contos e Terças.
Dependentes deste Conselho estavam a Casa da Índia com os seus armazéns, a Casa dos Contos, as alfândegas, o aparelho fiscal, as receitas e os feitores espalhados por todos os continentes.
Sobe a direcção do Marquês de Pombal, a competências do Conselho da Fazenda foram reformuladas por Lei de 22 de Dezembro de 1761, em que centralizou todas as despesas e receitas públicas no Erário Régio, reformou também e organismo do Estado, transformando-o num tribunal com poderes para julgar as causas que diziam respeito à arrecadação das rendas, bens e direitos da Coroa.
Em 17 de novembro de 1790, por alvará régio, D. Maria I uniu este mesmo Conselho da Fazenda ao referido Erário Régio, que ficaram a ser presididos pelo mesmo secretário de Estado da Fazenda.
Até essa altura,  continuavam a depender deste Conselho os armazéns da Guiné e Mina e a Casa da Índia, Mina e Guiné.
Com a transferência da corte portuguesa para o Brasil aí é estabelecido igualmente um Conselho da Fazenda pelo alvará de 28 de junho de 1808, junto com o Erário Régio (do mesmo Brasil), possuindo “as mesmas prerrogativas, honras, privilégios, autoridade e jurisdição no Estado do Brasil e ilhas adjacentes, que tinha e exercitava o Conselho da Fazenda de Portugal.
No Reino de Portugal, foi formalmente extinto pelo Decreto n? 22, de 16 de Maio de 1832, que se efectivou por Decreto de 31 de Julho de 1833, tendo-lhe sucedido o Tribunal do Tesouro Público.